# My Life with Caroline
Pour plus de détails, voir Fiche technique et Distribution.
My Life with Caroline est un film américain réalisé par Lewis Milestone, sorti en 1941.

## Synopsis
Anthony Mason, un riche éditeur, épouse Caroline, une mondaine, qui ne voit rien de mal à courir les hommes, même après s'être marier. Elle flirte alors avec Paco Del Valle lors d'un bal de charité dans la petite ville d'Alpine Lodge dans Idaho. Il lui demande alors à son père, M. Bliss, la permission d'épouser sa fille. Bliss leur répond qu'ils doivent demander à son mari, et Caroline et Paco télégraphient à Anthony qui vit à New York. Alors que les deux hommes atteignent un aérodrome et attendent un avion en direction de l'est, Mason vient lui-même d'arriver. 
En voyant les deux ensemble, il se souvient, dans une séquence de flash-back, d'une situation presque identique et compliquée survenue deux ans plus tôt, lorsque sa femme s'était entichée de Paul Martindale, un sculpteur, à Palm Beach en Floride. De retour dans le présent, Caroline voit que Mason a fait transporter le buste que lui avait fait Paul Martindale. Ce dernier, ayant lui-même assisté au bal de charité, se retrouve spectateur par hasard des retrouvailles. Il se rend au terminal de l'aérodrome, où il rejoint Mason, Caroline, Bliss et Del Valle. Caroline annonce allègrement à Mason qu'elle n'arrive pas à se décider entre Del Valle et Martindale, forçant Anthony à se mettre dans une nouvelle situation où il doit s'efforcer de la reconquérir.

## Fiche technique
- Titre : My Life with Caroline
- Réalisation : Lewis Milestone
- Scénario : John Van Druten et Arnold Belgard d'après la pièce Le Train pour Venise de Louis Verneuil et Georges Berr
- Photographie : Victor Milner
- Musique : Werner R. Heymann
- Pays d'origine : États-Unis
- Format : Noir et blanc - 1,37:1 - Mono
- Genre : comédie
- Durée : 81 minutes
- Date de sortie : 1941

## Distribution
- Ronald Colman : Anthony Mason
- Anna Lee : Caroline Mason
- Charles Winninger : M. Bliss
- Reginald Gardiner : Paul Martindale
- Gilbert Roland : Paco Del Valle
- Matt Moore : Walters
- Murray Alper : Jenkins
- Hugh O'Connell : Muirhead

Acteurs non crédités
- Richard Carle : Révérend Dr Curtis
- Feodor Chaliapin Jr. : envoyé céleste
- Janine Crispin : Delta
- Dudley Dickerson : préposé aux toilettes
- Robert Greig : Albert
- Mona Rico